# Port Said
Port Said (arabsky بورسعيد‎, přepis: Búr Saíd) je egyptské přístavní město na severním (středomořském) konci Suezského průplavu. Město bylo založeno společně s průplavem v roce 1859. Má 540 000 obyvatel (2006). Jméno získalo po egyptském chedívu Saídu pašovi. Port Saíd se stal významným strategickým a obchodním přístavem a sídlem generálního guvernéra Suezského průplavu. V roce 1956 bylo město během suezské krize centrem bojů a těžce poškozeno. Od roku 1976 má Port Saíd statut duty-free zóny.

## Zajímavá místa
Kromě pozorování lodí v Suezském průplavu je zde možno navštívit vojenské muzeum s expozicí věnovanou suezské krizi a arabsko-izraelským válkám v roce 1967 a 1973. Městské centrum pak nabízí množství budov z koloniálního období ve stylu belle époque. Historická budova společnosti Suezského průplavu je návštěvníkům nepřístupná. Středomořské pobřeží a pláže na západ od průplavu jsou oblíbenou výletní destinací mladých Egypťanů.

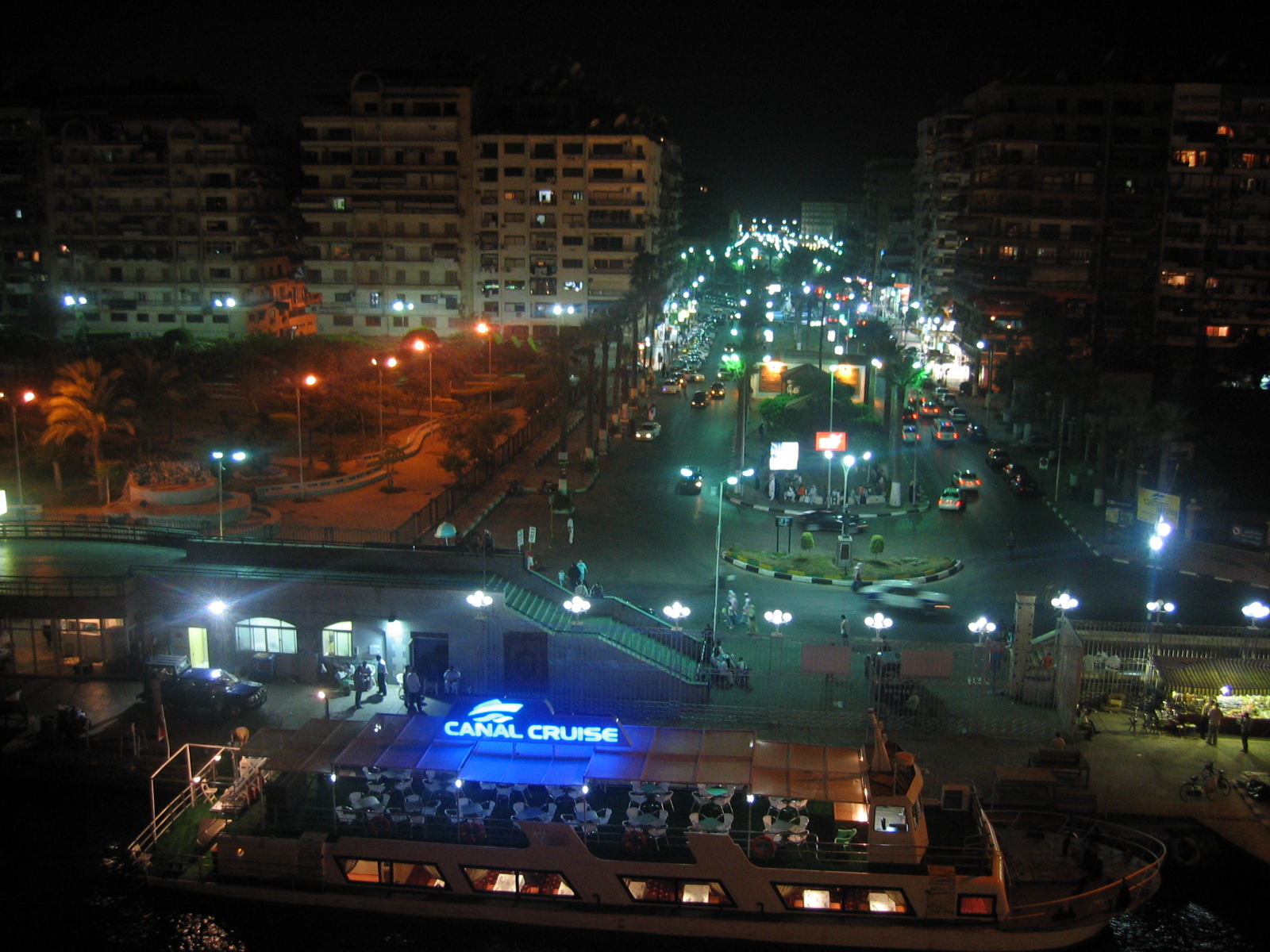
Město v noci

Na východní straně průplavu leží sesterské město Port Fuád, spojené s Port Saídem bezplatným trajektem.

## Partnerská města
- Volgograd, Rusko
- Bizerta, Tunisko